# Östra Ämterviks socken
Östra Ämterviks socken i Värmland ingick i Fryksdals härad, uppgick 1963 i Sunne köping och området ingår sedan 1971 i Sunne kommun och motsvarar från 2016 Östra Ämterviks distrikt.
Socknens areal var 133,15 kvadratkilometer varav 109,91 land. År 2000 fanns här 788 invånare. Mårbacka herrgård samt kyrkbyn Prästbol med sockenkyrkan Östra Ämterviks kyrka ligger i socknen.   

## Administrativ historik
Socknen har medeltida ursprung. Före 1674 var namnet Emterviks socken som då namnändrades när Västra Ämterviks socken bröts ut. 
Gårdarna Humletorp och Vik (Sund) vid sjön Vistens västra strand tillhörde vid mantalslängden 1641 Övre Ulleruds socken. Det gjorde detta område också på 1800-talet vilket framgår av en karta över norra delen av Kils härad från år 1883. Idag går gränsen istället i sjön och området tillhör idag Östra Ämterviks distrikt. 
Vid kommunreformen 1862 övergick socknens ansvar för de kyrkliga frågorna till Östra Ämterviks församling och för de borgerliga frågorna bildades Östra Ämterviks landskommun. Landskommunen uppgick 1952 i Stora Sunne landskommun som 1963 uppgick i Sunne  köping som 1971 uppgick i Sunne kommun.
1 januari 2016 inrättades distriktet Östra Ämtervik, med samma omfattning som församlingen hade 1999/2000.
Socknen har tillhört län, fögderier, tingslag och domsagor enligt vad som beskrivs i artikeln Fryksdals härad. De indelta soldaterna tillhörde Värmlands regemente och Livkompaniet.

## Geografi

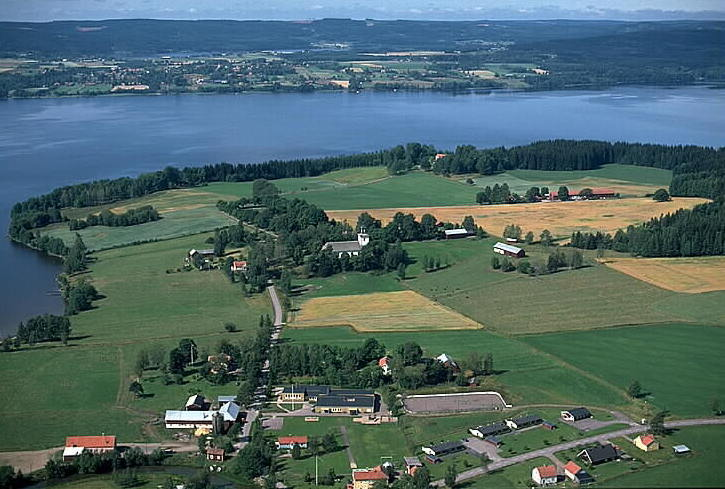
Östra Ämtervik

Östra Ämterviks socken ligger nordväst om Karlstad öster om Mellanfryken kring ån Ämtan och sjöarna Gårdsjön och Skacksjön och med sjön Visten i öster. Socknen har odlingsbygd i ådalen och invid några av sjöarna och är i övrigt en kuperad skogsbygd med höjder som når över 200 meter över havet.

### Platser i Östra Ämtervik
- Bogerud
- Bävik
- Bössviken
- Fölsvik
- Gunnerud
- Gårdsjö / Gårdsjö Herrgård
- Högberg
- Medskog
- Mårbacka / Mårbacka Herrgård och Minnesgård
- Nolbergsviken
- Norra Ås
- Prästbol / Herrestad Herrgård och Prästgård
- Sandviken
- Skacksjö
- Skogen (Ålkärrsrud)
- Stavik
- Smedsby
- Svenserud
- Svenserudssäter
- Södra Ås
- Visterud
- Västmyr
- Ås Brunn / Norstastugan (flyttad från Fölsvik)
- Älvbäck
- Örbäck
- Örbäckssäter
- Östmansby

### Hemman
- Arvidstorp, 1/2 mantal, skattehemman, först omnämnt 1564[8]
- Bogerud, 1 mantal, skattehemman, 1614
- Bonäs (St.), 1/3 mantal, skattehemman, 1582
- By, 1 mantal, 2/3 kronohemman, 1/3 skattehemman, 1460
- Bävik, 1 mantal, skattehemman, 1540
- Bösseviken, 1/4 mantal, skattehemman, 1614
- Dalen 1/4 mantal, skattehemman, 1672, från St. Kil
- Fasterud, 1/3 mantal, skattehemman, 1581
- Fölsvik, 1 mantal, skattehemman, 1540
- Gunnerud, 1 mantal, skattehemman, 1540
- Gunnerudstorp N., 1/2 mantal, skattehemman, 1564
- Gunnerudstorp S., 1/2 mantal, skattehemman, 1564
- Högberg, 1 mantal, skattehemman, 1540
- Korterud, 1/3 mantal, skattehemman, 1581
- Kvarntorp, 1/8 mantal, skattehemman, 1620
- Medskog (Sandviken)
- Mickelstorp (L.Bonäs), 1/8 mantal, skattehemman, 1626
- Mosserud, 1/8 mantal, skattehemman, 1646
- Mårbacka, 1/4 mantal, skattehemman, 1609
- Nolbergsviken, 1/8 mantal, skattehemman, 1615
- Prästbol, 1 mantal, frälsehemman 1/3, skattehemman 2/3, 1540
- Rud, 1/3 mantal, skattehemman, 1581
- Sandviken, 1/4 mantal, skattehemman, 1614
- Skacksjö, 1 mantal, skattehemman, 1540
- Smedsby, 1 mantal, skattehemman, 1546
- Stavik, 1 mantal, skattehemman, 1540
- Svenserud, 1 mantal, skattehemman, 1540
- Visteberg, 1/3 mantal, skattehemman, 1581
- Visterud, 1/3 mantal, skattehemman, 1589
- Västegård, 1 mantal, skattehemman, 1540
- Västmyr, 1 mantal, skattehemman, 1540
- Ålkärrsrud, 1/4 mantal, skattehemman, 1600
- Ås Norra, 1 mantal, skattehemman, 1540
- Ås Södra, 1 mantal, skattehemman, 1540
- Älvbäck, 1/4 mantal, skattehemman, 1646
- Örbäck, 1/4 mantal, skattehemman, 1609
- Östmansby, 1/2 mantal, skattehemman

## Fornlämningar
Från stenåldern har boplatser påträffats. Från bronsåldern finns cirka 80 gravrösen. Från järnåldern finns två gravfält och tre fornborgar.

## Namnet
Namnet skrevs 1460 Empterwik och syftar på kyrkplatsen vid ån Ämtans mynningsvik i Mellanfryken. Namnet innehåller älm(p)t, svan' och vik.
Före 1940 skrevs namnet Östra Emterviks socken.

## Befolkningsutveckling
| Befolkningsutvecklingen i Östra Ämterviks socken 1780–1990                                               | Befolkningsutvecklingen i Östra Ämterviks socken 1780–1990 | Befolkningsutvecklingen i Östra Ämterviks socken 1780–1990 | Befolkningsutvecklingen i Östra Ämterviks socken 1780–1990 | Befolkningsutvecklingen i Östra Ämterviks socken 1780–1990 |
| --- | ---------------------------------------------------------- | ---------------------------------------------------------- | ---------------------------------------------------------- | ---------------------------------------------------------- |
| |                                                            |                                                            |                                                            |                                                            |
| År |                                                            |                                                            | Folkmängd                                                  |                                                            |
| 1780 | 1780                                                       |                                                            | 1 582                                                      |                                                            |
| 1790 | 1790                                                       |                                                            | 1 706                                                      |                                                            |
| 1800 | 1800                                                       |                                                            | 1 818                                                      |                                                            |
| 1810 | 1810                                                       |                                                            | 1 630                                                      |                                                            |
| 1820 | 1820                                                       |                                                            | 1 850                                                      |                                                            |
| 1830 | 1830                                                       |                                                            | 2 021                                                      |                                                            |
| 1840 | 1840                                                       |                                                            | 2 345                                                      |                                                            |
| 1850 | 1850                                                       |                                                            | 2 662                                                      |                                                            |
| 1860 | 1860                                                       |                                                            | 2 952                                                      |                                                            |
| 1870 | 1870                                                       |                                                            | 3 021                                                      |                                                            |
| 1880 | 1880                                                       |                                                            | 2 879                                                      |                                                            |
| 1890 | 1890                                                       |                                                            | 2 551                                                      |                                                            |
| 1900 | 1900                                                       |                                                            | 2 475                                                      |                                                            |
| 1910 | 1910                                                       |                                                            | 2 149                                                      |                                                            |
| 1920 | 1920                                                       |                                                            | 2 033                                                      |                                                            |
| 1930 | 1930                                                       |                                                            | 1 860                                                      |                                                            |
| 1940 | 1940                                                       |                                                            | 1 599                                                      |                                                            |
| 1950 | 1950                                                       |                                                            | 1 387                                                      |                                                            |
| 1960 | 1960                                                       |                                                            | 1 196                                                      |                                                            |
| 1970 | 1970                                                       |                                                            | 967                                                        |                                                            |
| 1980 | 1980                                                       |                                                            | 862                                                        |                                                            |
| 1990 | 1990                                                       |                                                            | 812                                                        |                                                            |
| Anm: Källor: Umeå universitet - Tabellverket 1749-1859, Demografiska databasen, CEDAR, Umeå universitet. |                                                            |                                                            |                                                            |                                                            |